# 大山祇神社 (南丹市)
大山祇神社（おおやまずみじんじゃ）は、京都府南丹市園部町大河内にある神社。旧社格は村社。

## 祭神
- 素戔嗚尊（すさのおのみこと）
- 伊邪那岐命（いざなぎのみこと）
- 伊邪那美命（いざなみのみこと）

## 歴史
社伝によれば、949年（天暦3年）、藤原純友の弟の純索が紀州熊野権現を祀ったのが始まりとされる。その後、1181年（養和元年）11月に源頼一が祇園の牛頭天王を合祀し、1374年（文中3年）9月15日には楠木正成の弟である正季によって、現在の地に遷座したと伝わる。
1740年（元文5年）に園部藩が行った調査報告書「寺社類集」によれば、勧請年号は未考であり、祭神は祇園牛頭天王、熊野三所権現、金峰蔵王権現とされている。また、社蔵記録からこの頃は開明大山大社と呼称されていたことが判るが、1870年（明治3年）に京都府庁が実施した調査にて、社名を大山祇神社と回答したことから現在の呼称が定着したものと推測される。

## 境内
社殿のうち本殿は1419年（応永26年）の造営で、楠木氏の子孫とされる郷士の下村義視と田井義高の再建とされる。中世の神社建築の特徴を残して良く保存されており、重要文化財に指定されている。

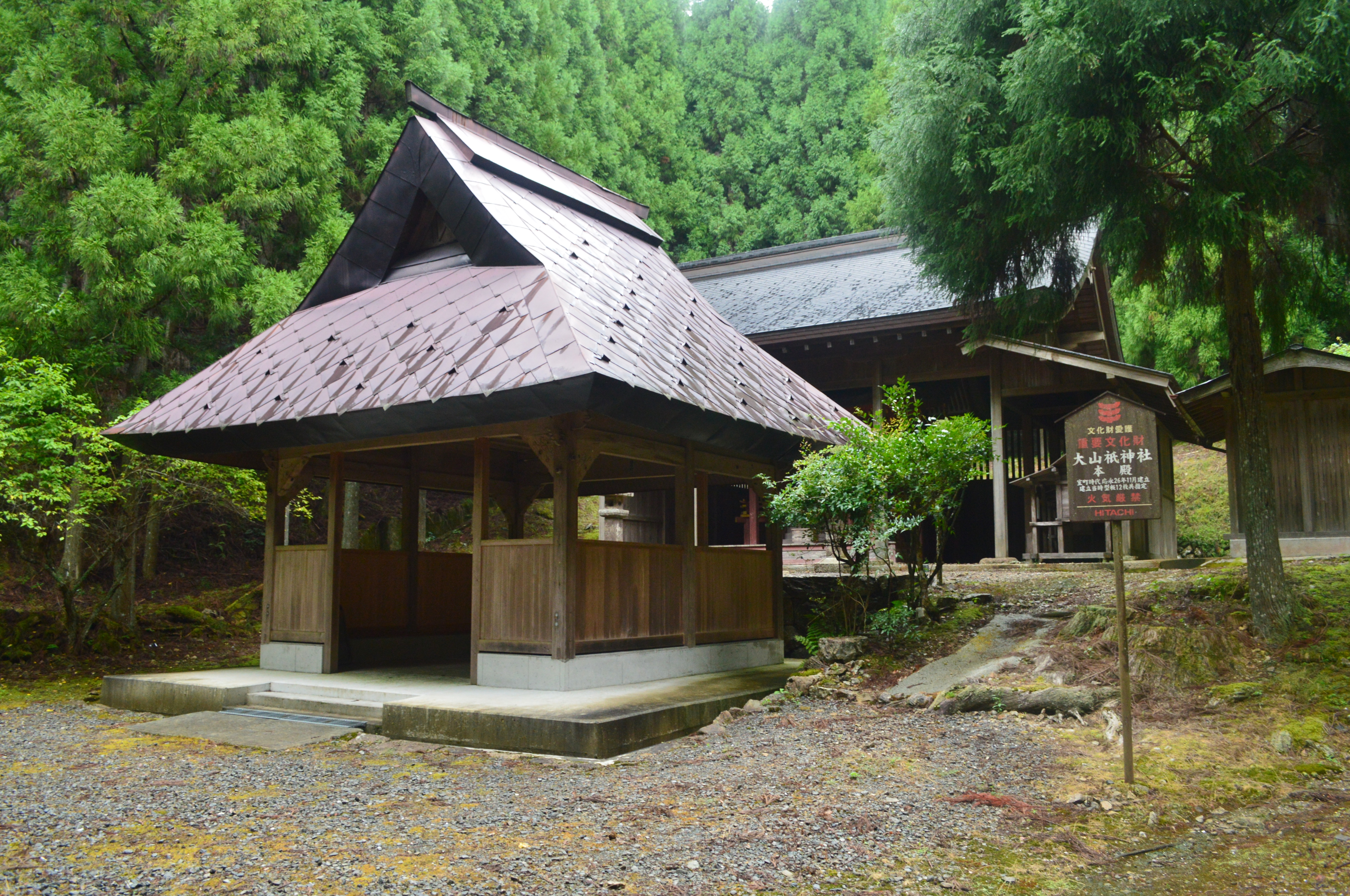
拝殿
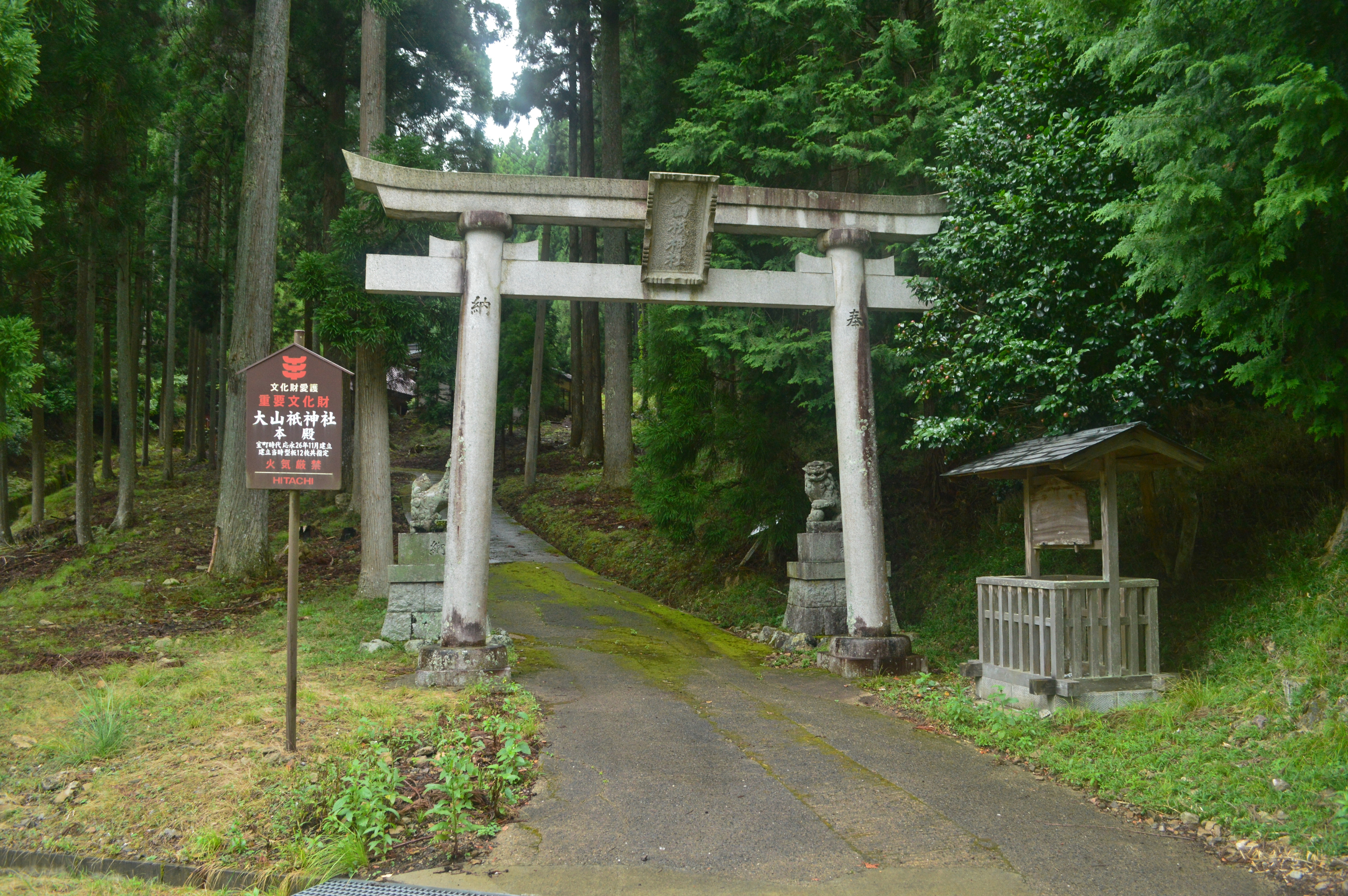
鳥居

## 文化財

### 重要文化財（国指定）
- 本殿（附 形板12枚）（建造物） - 1958年（昭和33年）5月14日指定[3]。

## 現地情報
所在地
- 京都府南丹市園部町大河内溝ノ上5

交通アクセス
- JR西日本嵯峨野線 園部駅から、京阪京都交通バス八田線に乗車しバス停「八田」下車後、ぐるりんバスに乗り換える。バス停「るり渓橋」下車後、徒歩約10分